# Chevalier noir
Pour les articles homonymes, voir Chevalier noir (homonymie).
 (mars 2019).
Si vous disposez d'ouvrages ou d'articles de référence ou si vous connaissez des sites web de qualité traitant du thème abordé ici, merci de compléter l'article en donnant les références utiles à sa vérifiabilité et en les liant à la section « Notes et références ».

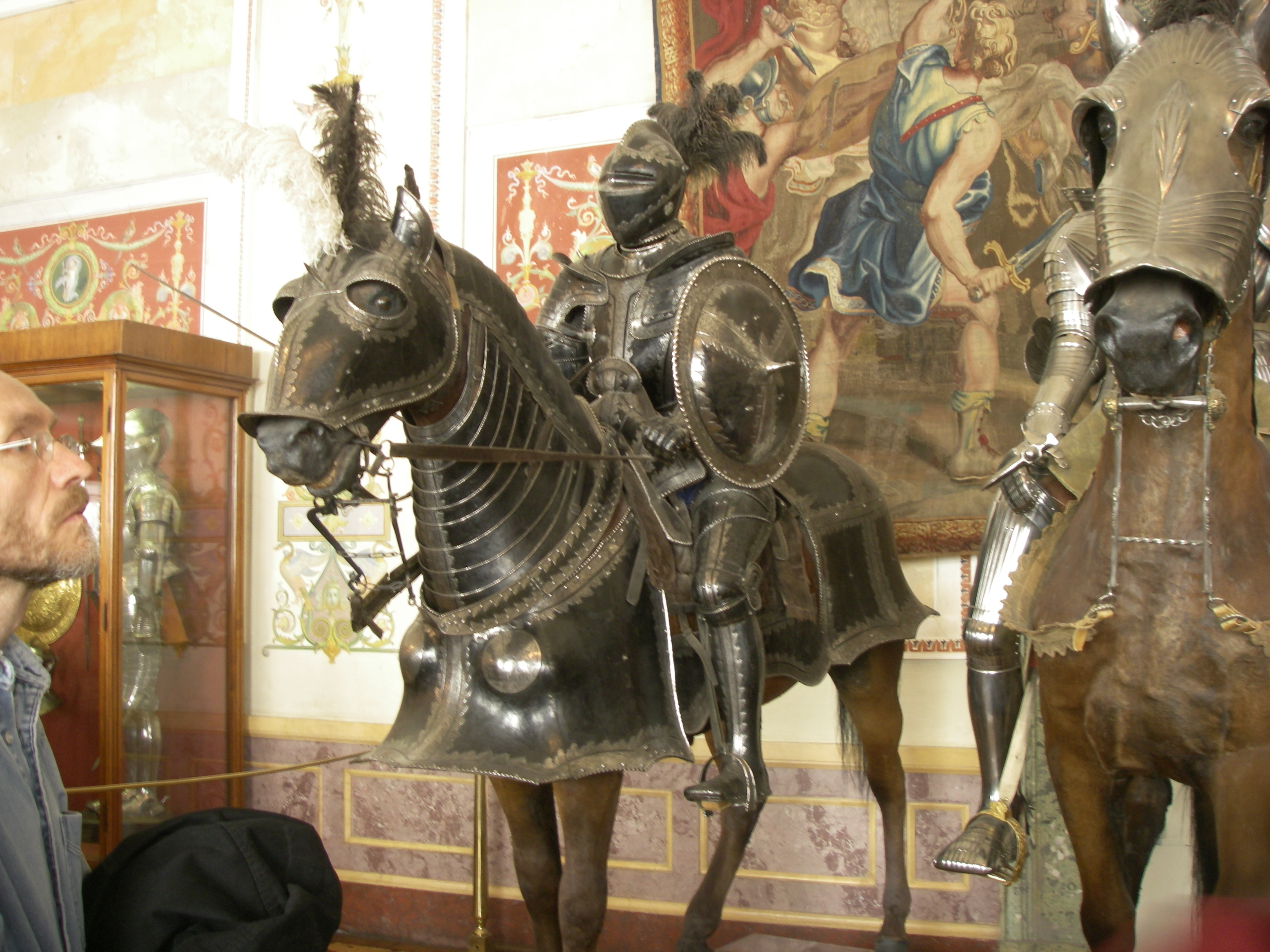
Modèle de chevalier noir dans un musée de Saint-Pétersbourg.

Un chevalier noir est une figure héroïque issue de la littérature médiévale anglo-saxonne. Il s'agit à l'origine d'un soldat ou chevalier qui n'a pas prêté allégeance à un lige ni ne reconnaît ses couleurs, ou bien d'un seigneur en campagne qui souhaite garder l'anonymat. Par conséquent ses armes héraldiques ont été gommées ou il n'en a jamais porté.

## Origine
La Maison d'Angleterre régulait très officiellement les corps constitués par l'héraldique (par exemple l'institution écossaise du Lord Lyon King of Arms ou le College of Arms), ce qui fait qu'un combattant qui n'aurait pas gagné une bannière par le biais d'un héritage ou de l'adoubement se retrouvait sans écu pour le représenter.
Ces chevaliers sans bannière entraient alors en mercenariat et se vendaient au plus offrant, correspondant à la figure germanique du Chien de guerre. De plus, comme le service d'un écuyer ou d'un page leur faisait défaut pour entretenir leur armure, ils la peignaient en noir afin d'éviter qu'elle rouille.
De tels professionnels de la guerre qui n'avaient pas prêté serment de fidélité constituaient une épine dans le pied du suzerain de la région. S'ils se multipliaient, ils pouvaient porter atteinte à l'ordre social féodal ; ils étaient donc mis en disgrâce. Ce point de vue fut un facteur induisant l'acception péjorative de l'expression « chevalier noir ».

## Dans la fiction

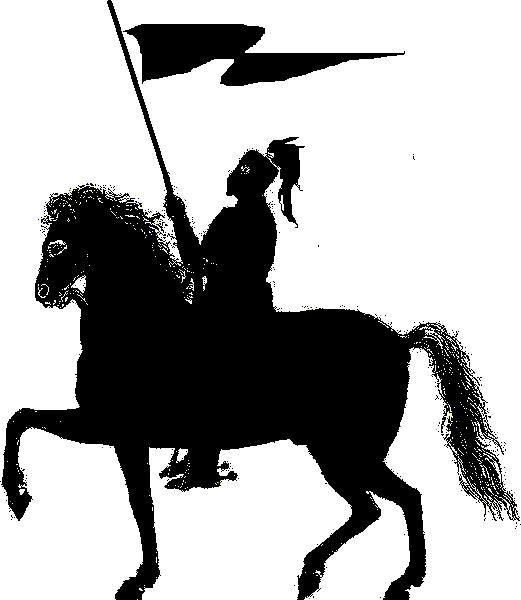
Silhouette d'un chevalier pouvant évoquer la figure du chevalier noir.

Dans certains cas, le chevalier noir a cette fois le rôle du méchant dans la fiction, ou joue celui de l'un de ses subalternes. Il se peut dans ce cas qu'il ait été dupé par une allégeance antérieure, avant que son féal ne prenne un rôle antipathique dans le scénario. Le jeu consiste alors à faire traverser le personnage dans des phases de doute concernant sa loyauté et sa conscience face aux actes que lui demande son lige.
Certains scénarios particulièrement échafaudés y ajoutent une figure de demoiselle en détresse, détenue captive par celui-ci, amour du chevalier noir qui doit ainsi exécuter des basses œuvres sous la menace de la perdre. Les alternatives sont la mort en duel dans les derniers moments du récit achève la dimension tragique, ou la trahison du féal au profit du héros.
On parle aussi de « chevalier sombre », expression issue de l'anglais « Dark Knight ». Mais en anglais, cette expression a fini par devenir presque exclusivement un surnom de Batman (qui, s'il figure parmi les gentils, est tout de même terrifiant), dont un des films s'intitule The Dark Knight : Le Chevalier noir.
La dérivation de cette figure solitaire dans les cultures contemporaines héritées des contes de fée et de l'heroic fantasy a transformé le chevalier noir en :
1. héros rendu romantique par le rejet du système social ambiant ;
2. antihéros incarnant le Mal, dans les récits manichéens. Ces derniers ont des pouvoirs magiques ou servent un sorcier tutélaire malfaisant.

### Littérature
- Dans Le Morte d'Arthur (1485) de Thomas Malory[2].
- Dans le roman Ivanhoé (1819) de Walter Scott[3].
- Dans la saga de livres-jeu Quête du Graal (1984-1987) de J. H. Brennan, le chevalier noir est un ennemi récurrent du héros Pip (qu'il confond sans arrêt avec le roi Pellinore).

### Histoire
Le chevalier noir peut faire référence à Michel Patras de Campaigno qui vécut au XVIe siècle et était capitaine de garnison dans le nord de la France.

### Cinéma

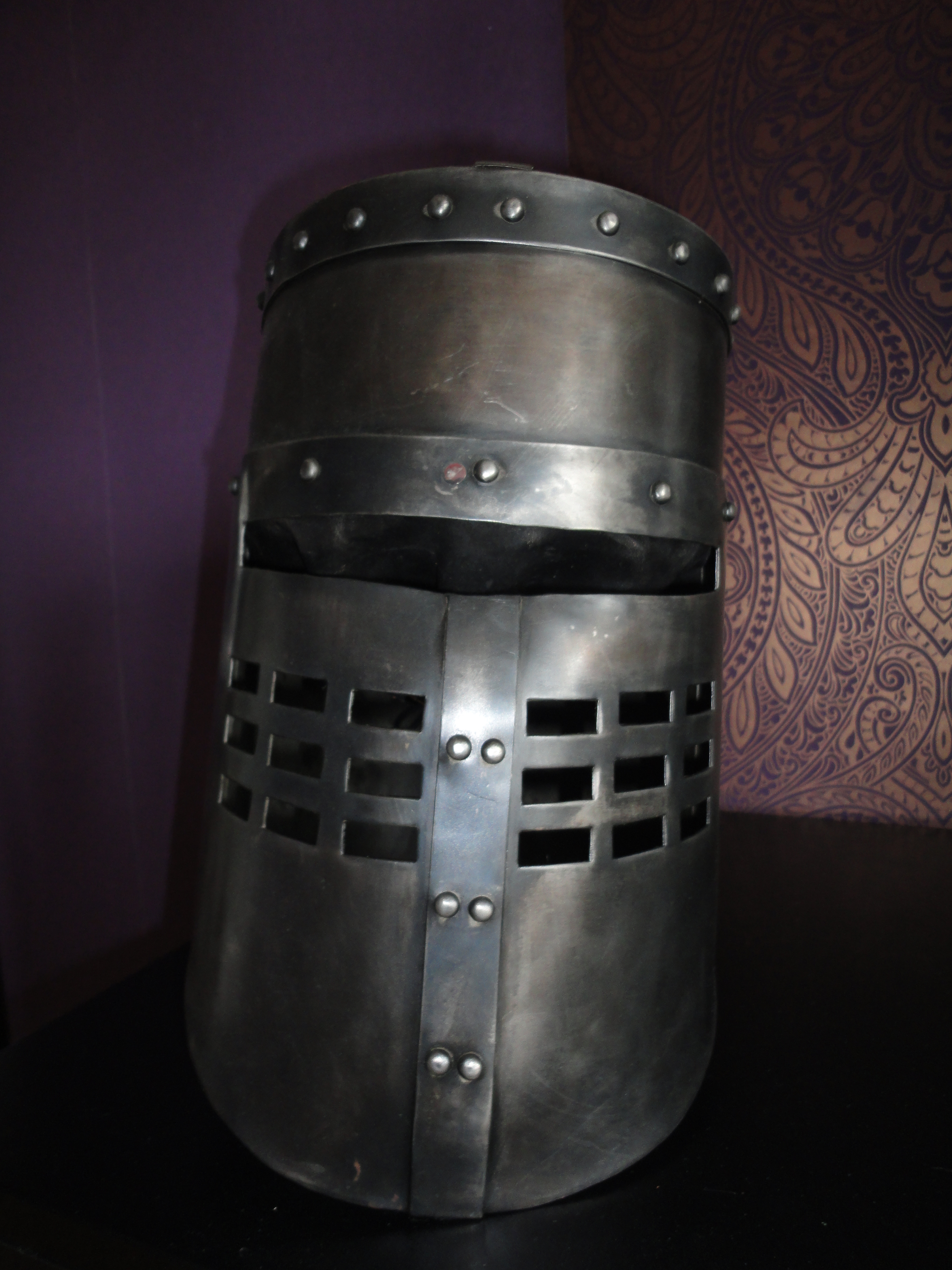
Le heaume du Chevalier noir dans le film Monty Python : Sacré Graal !

- Dans le film Monty Python : Sacré Graal ! (1975) des Monty Python, le Chevalier noir est l'un des adversaires du roi Arthur, qui sera contraint de lui couper les bras et les jambes pour continuer sa route.
- Dans la saga Star Wars avec le personnage de Anakin Skywalker alias Darth Vader, le Seigneur noir des Sith, une variante « space opera » du chevalier noir.
- Dans certaines adaptations cinématographiques du héros Batman de DC Comics, notamment The Dark Knight : Le Chevalier noir (2008) et The Dark Knight Rises (2012) de Christopher Nolan.

### Télévision
- Dans la série télévisée Merlin (2012), notamment dans l'épisode 9 de la saison 1, « Excalibur ».

### Bande dessinée et manga
- Dans les comics books de la maison d'édition Marvel Comics, Dane Whitman, alias le Chevalier noir (Black Knight) est un super-héros apparu pour la première fois dans le comic book Avengers #47 (décembre 1967), ancien membre de l'équipe des Vengeurs.

Le personnage du Chevalier noir est inspiré d'après celui de l'Âge d'argent des comics (Sir Percy, alias le Chevalier noir) apparu dans le comic book Black Knight (en) #1 chez Atlas Comics en mai 1955.
- Dans le manga Saint Seiya, les Chevaliers noirs (暗黒聖闘士, burakku seinto) est le nom d'un groupe de chevaliers maléfiques sévissant sur l'Île de la reine morte (Death Queen). Au contraire des chevaliers d'Athéna qui se battent pour la paix et la justice, les Chevaliers noirs ne se battent que pour leurs ambitions personnelles.

### Jeu de rôle
- Dans le jeu de rôle Dragonlance, avec le personnage de Lord Soth.

### Jeux vidéos
- Dans Final Fantasy IV (1991), avec le personnage principal de Cécil, dit le chevalier noir.
- Dans Suikoden (1995) et Suikoden II (1998) avec le puissant et mystérieux Pesmerga.
- Dans Fire Emblem: Path of Radiance (2005) et Fire Emblem: Radiant Dawn (2007) où le Chevalier noir est la némésis du héros.
- Dans Sonic et le Chevalier noir (2009) avec le Roi Arthur qui est aussi appelé le « chevalier noir ».
- Dans la série Dark Souls (2011-2018), le joueur est amené à confronter de puissants ennemis appelés les Chevaliers Noirs.